# Liste der Bodendenkmäler in Bad Abbach
Auf dieser Seite sind die Bodendenkmäler in der bayerischen Gemeinde Bad Abbach zusammengestellt. Diese Tabelle ist eine Teilliste der Liste der Bodendenkmäler in Bayern. Grundlage ist die Bayerische Denkmalliste, die auf Basis des Bayerischen Denkmalschutzgesetzes vom 1. Oktober 1973 erstmals erstellt wurde und seither durch das Bayerische Landesamt für Denkmalpflege geführt wird. Die folgenden Angaben ersetzen nicht die rechtsverbindliche Auskunft der Denkmalschutzbehörde.

## Bodendenkmäler in Bad Abbach

### Bad Abbach
| Lage                  | Objekt | Akten-Nr.     | Bild |
| --------------------- | --- | ------------- | ---- |
| Bad Abbach (Standort) | Löwenhöhle mit Siedlungen der Münchshöfener Gruppe, der Bronzezeit, Urnenfelder-, Hallstatt-, Latène- und römischen Kaiserzeit. | D-2-7038-0001 |      |
| Bad Abbach (Standort) | Römische Steinbrüche. | D-2-7038-0002 |      |
| Bad Abbach (Standort) | Ziegelei der römischen Kaiserzeit. | D-2-7038-0004 |      |
| Bad Abbach (Standort) | Grabhügel vorgeschichtlicher Zeitstellung. | D-2-7038-0005 |      |
| Bad Abbach (Standort) | Siedlung des Neolithikums, unter anderem der Linearbandkeramik, der Gruppe Oberlauterbach, der Chamer Gruppe sowie der Metallzeiten, unter anderem der Hallstattzeit, Bestattungsplatz der Linearbandkeramik und der Hallstattzeit. | D-2-7038-0008 |      |
| Bad Abbach (Standort) | Siedlung des Neolithikums, unter anderem des Jungneolithikums. | D-2-7038-0009 |      |
| Bad Abbach (Standort) | Freilandstation des Mittelpaläolithikums, Siedlung des Neolithikums, der Linearbandkeramik, der Stichbandkeramik/Gruppe Oberlauterbach, der Münchshöfener Gruppe, der (mittleren) Bronzezeit, der Urnenfelder-, späten Hallstatt-, Latène- und römischen Kaiserzeit sowie des frühen Mittelalters. Metallzeitliches Grabenwerk. Villa rustica mit Badegebäude und Ziegelbrennofen der mittleren römischen Kaiserzeit | D-2-7038-0010 |      |
| Bad Abbach (Standort) | Siedlung der römischen Kaiserzeit. | D-2-7038-0013 |      |
| Bad Abbach (Standort) | Grundrisse von Steingebäuden vor- und frühgeschichtlicher Zeitstellung. | D-2-7038-0014 |      |
| Bad Abbach (Standort) | Siedlung und verebnete Kreisgräben vor- und frühgeschichtlicher Zeitstellung. | D-2-7038-0075 |      |
| Bad Abbach (Standort) | Villa rustica der römischen Kaiserzeit. | D-2-7038-0094 |      |
| Bad Abbach (Standort) | Siedlung des Mittelneolithikums. | D-2-7038-0102 |      |
| Bad Abbach (Standort) | Untertägige mittelalterliche und frühneuzeitliche Befunde im Bereich der Katholischen Pfarrkirche St. Nikolaus, ehemals Burgkapelle, in Bad Abbach, darunter die Spuren von Vorgängerbauten bzw. älteren Bauphasen. | D-2-7038-0104 |      |
| Bad Abbach (Standort) | Siedlung des Neolithikums. | D-2-7038-0105 |      |
| Bad Abbach (Standort) | Siedlung der Hallstattzeit sowie der frühen und späten Latènezeit. | D-2-7038-0109 |      |
| Bad Abbach (Standort) | Siedlung des Mittelneolithikums und allgemein vorgeschichtlicher Zeitstellung. | D-2-7038-0110 |      |
| Bad Abbach (Standort) | Untertägige mittelalterliche und frühneuzeitliche Befunde im Bereich der historischen Marktsiedlung von Bad Abbach. | D-2-7038-0129 |      |
| Bad Abbach (Standort) | Untertägige mittelalterliche und frühneuzeitliche Befunde im Bereich der Katholischen Kapelle St. Christophorus in Bad Abbach, darunter die Spuren von Vorgängerbauten bzw. älteren Bauphasen. | D-2-7038-0134 |      |
| Bad Abbach (Standort) | Untertägige mittelalterliche und frühneuzeitliche Befunde im Bereich des abgegangenen Oberen Tores in Bad Abbach. | D-2-7038-0135 |      |
| Bad Abbach (Standort) | Untertägige mittelalterliche und frühneuzeitliche Befunde im Bereich des abgegangenen Unteren Tores in Bad Abbach. | D-2-7038-0136 |      |
| Bad Abbach (Standort) | Untertägige mittelalterliche und frühneuzeitliche Befunde im Bereich des abgegangenen Tores bei der vorderen Mühle in Bad Abbach. | D-2-7038-0137 |      |
| Bad Abbach (Standort) | Untertägige mittelalterliche und frühneuzeitliche Befunde im Bereich des Schlossberges von Bad Abbach. | D-2-7038-0138 |      |
| Bad Abbach (Standort) | Untertägige mittelalterliche und frühneuzeitliche Befunde im Bereich der abgegangenen Kirche St. Markus in Weichs. | D-2-7038-0139 |      |
| Bad Abbach (Standort) | Siedlung vor- und frühgeschichtlicher Zeitstellung. | D-2-7038-0143 |      |

### Dünzling
| Lage                | Objekt | Akten-Nr.     | Bild |
| ------------------- | --- | ------------- | ---- |
| Dünzling (Standort) | Viereckschanze der späten Latènezeit. | D-2-7138-0001 |      |
| Dünzling (Standort) | Siedlung der Linearbandkeramik, der Münchshöfener und Altheimer Kultur, der Glockenbecherkultur, der Chamer Gruppe sowie der frühen Bronzezeit. | D-2-7138-0002 |      |
| Dünzling (Standort) | Siedlung der Gruppe Oberlauterbach. | D-2-7138-0003 |      |
| Dünzling (Standort) | Siedlung vorgeschichtlicher Zeitstellung. | D-2-7138-0004 |      |
| Dünzling (Standort) | Siedlung vorgeschichtlicher Zeitstellung. | D-2-7138-0005 |      |
| Dünzling (Standort) | Siedlung der Linearbandkeramik und der Hallstattzeit. | D-2-7138-0006 |      |
| Dünzling (Standort) | Siedlung der Chamer Gruppe und der Urnenfelderzeit. | D-2-7138-0008 |      |
| Dünzling (Standort) | Siedlung vorgeschichtlicher Zeitstellung. | D-2-7138-0009 |      |
| Dünzling (Standort) | Siedlung der Latènezeit und der römischen Kaiserzeit. | D-2-7138-0010 |      |
| Dünzling (Standort) | Siedlung der Stichbandkeramik und der Altheimer Kultur. | D-2-7138-0011 |      |
| Dünzling (Standort) | Siedlung vorgeschichtlicher Zeitstellung. | D-2-7138-0012 |      |
| Dünzling (Standort) | Siedlung der Linearbandkeramik, der Münchshöfener und Chamer Gruppe, der Bronzezeit, Urnenfelder-, Hallstatt- und Latènezeit sowie der römischen Kaiserzeit. | D-2-7138-0013 |      |
| Dünzling (Standort) | Siedlung der Gruppe Oberlauterbach und der Bronzezeit. | D-2-7138-0014 |      |
| Dünzling (Standort) | Bestattungsplatz der Urnenfelderzeit. | D-2-7138-0015 |      |
| Dünzling (Standort) | Siedlung und Bestattungsplatz der jüngeren Urnenfelderzeit, frühmittelalterliches Reihengräberfeld. | D-2-7138-0016 |      |
| Dünzling (Standort) | Siedlung des Neolithikums, Villa rustica der römischen Kaiserzeit. | D-2-7138-0017 |      |
| Dünzling (Standort) | Siedlung und Ziegelöfen der römischen Kaiserzeit. | D-2-7138-0018 |      |
| Dünzling (Standort) | Villa rustica der römischen Kaiserzeit. | D-2-7138-0019 |      |
| Dünzling (Standort) | Villa rustica der römischen Kaiserzeit. | D-2-7138-0021 |      |
| Dünzling (Standort) | Zwei Dammstücke eines Altstraßenzuges (Römerstraße). | D-2-7138-0022 |      |
| Dünzling (Standort) | Siedlung der Münchshöfener Kultur. | D-2-7138-0023 |      |
| Dünzling (Standort) | Siedlung der Linearbandkeramik und der Gruppe Oberlauterbach sowie der Hallstattzeit. Villa rustica der römischen Kaiserzeit. | D-2-7138-0024 |      |
| Dünzling (Standort) | Siedlung vor- und frühgeschichtlicher Zeitstellung. | D-2-7138-0025 |      |
| Dünzling (Standort) | Siedlung vor- und frühgeschichtlicher Zeitstellung. | D-2-7138-0026 |      |
| Dünzling (Standort) | Siedlung vor- und frühgeschichtlicher Zeitstellung. | D-2-7138-0027 |      |
| Dünzling (Standort) | Siedlung vor- und frühgeschichtlicher Zeitstellung. | D-2-7138-0028 |      |
| Dünzling (Standort) | Verebneter Grabhügel vorgeschichtlicher Zeitstellung. | D-2-7138-0029 |      |
| Dünzling (Standort) | Verebnete Grabhügel vorgeschichtlicher Zeitstellung. | D-2-7138-0030 |      |
| Dünzling (Standort) | Siedlung vor- und frühgeschichtlicher Zeitstellung. | D-2-7138-0031 |      |
| Dünzling (Standort) | Verebnete Viereckschanze der späten Latènezeit. | D-2-7138-0032 |      |
| Dünzling (Standort) | Villa rustica der römischen Kaiserzeit. | D-2-7138-0033 |      |
| Dünzling (Standort) | Siedlung des Neolithikums, der Bronzezeit und Urnenfelderzeit sowie der Latènezeit. | D-2-7138-0045 |      |
| Dünzling (Standort) | Siedlung bzw. Körpergräber vor- und frühgeschichtlicher Zeitstellung. | D-2-7138-0153 |      |
| Dünzling (Standort) | Siedlung vor- und frühgeschichtlicher Zeitstellung. | D-2-7138-0154 |      |
| Dünzling (Standort) | Verebnete Viereckschanze der späten Latènezeit. | D-2-7138-0155 |      |
| Dünzling (Standort) | Verebnete Viereckschanze der späten Latènezeit. | D-2-7138-0156 |      |
| Dünzling (Standort) | Siedlung vor- und frühgeschichtlicher Zeitstellung. | D-2-7138-0157 |      |
| Dünzling (Standort) | Siedlung vorgeschichtlicher Zeitstellung. | D-2-7138-0177 |      |
| Dünzling (Standort) | Mittelalterliche bzw. neuzeitliche Wüstung Eschlhof. | D-2-7138-0195 |      |
| Dünzling (Standort) | Frühneuzeitliche Hofwüstung Dürnpaint. | D-2-7138-0197 |      |
| Dünzling (Standort) | Untertägige Befunde im Bereich des mittelalterlichen bzw. frühneuzeitlichen Adelssitzes Sallehen in Dünzling, darunter die Spuren der abgegangenen Kirche St. Johannis mit zugehörigem Bestattungsplatz. | D-2-7138-0199 |      |
| Dünzling (Standort) | Untertägige mittelalterliche und frühneuzeitliche Befunde im Bereich der ehemaligen Burg („Haslsteiner Sitz“) mit Friedhofsbefestigung sowie der Katholischen Kirche und ehemalige Burgkapelle St. Martin in Dünzling, darunter die Spuren von Vorgängerbauten bzw. älteren Bauphasen sowie der abgegangenen Kapelle St. Sebastian. | D-2-7138-0201 |      |

### Lengfeld
| Lage                | Objekt | Akten-Nr.     | Bild |
| ------------------- | --- | ------------- | ---- |
| Lengfeld (Standort) | Höhle „Teufelsgrotte“ mit Siedlungen der Späthallstatt-/Frühlatènezeit und der römischen Kaiserzeit. Abris in der Umgebung des Teufelsfelsens mit Siedlungen allgemein vorgeschichtlicher und neolithischer Zeitstellung, der Gruppe Oberlauterbach, der mittleren Bronzezeit, der Urnenfelderzeit und der Latènezeit sowie des Mittelalters und der Neuzeit. | D-2-7037-0001 |      |
| Lengfeld (Standort) | Grabenwerk der Altheimer Kultur, Siedlung der Chamer Gruppe, der späten Bronzezeit, der späten Urnenfelder- oder frühen Hallstattzeit, der Hallstattzeit, der mittleren römischen Kaiserzeit und des frühen Mittelalters. | D-2-7037-0002 |      |
| Lengfeld (Standort) | Siedlung der mittleren Bronzezeit. | D-2-7037-0003 |      |
| Lengfeld (Standort) | Kastell und Vicus der mittleren römischen Kaiserzeit. Siedlung der Bronzezeit. | D-2-7037-0004 |      |
| Lengfeld (Standort) | Siedlung der römischen Kaiserzeit. | D-2-7037-0005 |      |
| Lengfeld (Standort) | Burgus der späten römischen Kaiserzeit. | D-2-7037-0006 |      |
| Lengfeld (Standort) | Teilstück der römischen Donau-Südstraße. | D-2-7037-0007 |      |
| Lengfeld (Standort) | Siedlung der frühen Latènezeit. | D-2-7037-0008 |      |
| Lengfeld (Standort) | Römischer Steinbruch. | D-2-7037-0009 |      |
| Lengfeld (Standort) | Grabhügel vorgeschichtlicher Zeitstellung. | D-2-7037-0010 |      |
| Lengfeld (Standort) | Siedlung vor- und frühgeschichtlicher Zeitstellung. | D-2-7037-0011 |      |
| Lengfeld (Standort) | Verebneter Kreisgraben vor- und frühgeschichtlicher Zeitstellung. | D-2-7037-0012 |      |
| Lengfeld (Standort) | Siedlung vor- und frühgeschichtlicher Zeitstellung, unter anderem der römischen Kaiserzeit. | D-2-7037-0013 |      |
| Lengfeld (Standort) | Siedlung vor- und frühgeschichtlicher Zeitstellung. | D-2-7037-0014 |      |
| Lengfeld (Standort) | Siedlung vor- und frühgeschichtlicher Zeitstellung. | D-2-7037-0015 |      |
| Lengfeld (Standort) | Verebnetes Grabenwerk vor- und frühgeschichtlicher Zeitstellung. | D-2-7037-0016 |      |
| Lengfeld (Standort) | Verebnetes viereckiges Grabenwerk vor- und frühgeschichtlicher Zeitstellung. | D-2-7037-0017 |      |
| Lengfeld (Standort) | Siedlung vor- und frühgeschichtlicher Zeitstellung. | D-2-7037-0018 |      |
| Lengfeld (Standort) | Verebnetes viereckiges Grabenwerk vor- und frühgeschichtlicher Zeitstellung. | D-2-7037-0019 |      |
| Lengfeld (Standort) | Siedlung vor- und frühgeschichtlicher Zeitstellung. | D-2-7037-0020 |      |
| Lengfeld (Standort) | Siedlung vor- und frühgeschichtlicher Zeitstellung. | D-2-7037-0021 |      |
| Lengfeld (Standort) | Untertägige mittelalterliche und frühneuzeitliche Befunde im Bereich der Katholischen Kirche St. Nikolaus in Alkofen, darunter die Spuren von Vorgängerbauten bzw. älteren Bauphasen. | D-2-7037-0205 |      |
| Lengfeld (Standort) | Station des Mittelpaläolithikums und Siedlung des Neolithikums. | D-2-7037-0218 |      |
| Lengfeld (Standort) | Silexabbaugebiet bzw. Schlagplatz der Steinzeiten. | D-2-7037-0219 |      |
| Lengfeld (Standort) | Siedlung der römischen Kaiserzeit. | D-2-7038-0018 |      |
| Lengfeld (Standort) | Siedlung der Linearbandkeramik, der Münchshöfener Gruppe, der Bronzezeit und Hallstattzeit, Bestattungsplatz und Grabenwerk vor- und frühgeschichtlicher Zeitstellung. | D-2-7038-0019 |      |
| Lengfeld (Standort) | Siedlung des Alt- und Mittelneolithikums, der Urnenfelder- und Hallstattzeit sowie der römischen Kaiserzeit. Körpergräber der Linearbandkeramik. | D-2-7038-0020 |      |
| Lengfeld (Standort) | Siedlung neolithischer Zeitstellung, unter anderem der Linearbandkeramik und der Gruppe Oberlauterbach, sowie der frühen Bronzezeit und der Urnenfelderzeit. | D-2-7038-0021 |      |
| Lengfeld (Standort) | Verebnetes Grabenwerk vor- und frühgeschichtlicher Zeitstellung. | D-2-7038-0022 |      |
| Lengfeld (Standort) | Station des Mittel- und Jungpaläolithikums. Grundriss eines Steingebäudes vor- und frühgeschichtlicher Zeitstellung. | D-2-7038-0024 |      |
| Lengfeld (Standort) | Grundriss eines Steingebäudes vor- und frühgeschichtlicher Zeitstellung, wohl der römischen Kaiserzeit. | D-2-7038-0025 |      |
| Lengfeld (Standort) | Siedlung vor- und frühgeschichtlicher Zeitstellung, unter anderem des Neolithikums, sowie Station des Jungpaläolithikums. | D-2-7038-0026 |      |
| Lengfeld (Standort) | Siedlung vor- und frühgeschichtlicher Zeitstellung. | D-2-7038-0027 |      |
| Lengfeld (Standort) | Verebnete Grabhügel vorgeschichtlicher Zeitstellung, Siedlung vor- und frühgeschichtlicher Zeitstellung. | D-2-7038-0028 |      |
| Lengfeld (Standort) | Verebnete Grabhügel vorgeschichtlicher Zeitstellung. Siedlung der Bronzezeit, unter anderem der frühen Bronzezeit. | D-2-7038-0029 |      |
| Lengfeld (Standort) | Untertägige mittelalterliche und frühneuzeitliche Befunde im Bereich der Katholischen Filialkirche St. Bartholomäus in Lengfeld, darunter die Spuren von Vorgängerbauten bzw. älteren Bauphasen sowie der aufgelassene historische Ortsfriedhof. | D-2-7038-0126 |      |
| Lengfeld (Standort) | Silexabbaustelle des Mittel- und Jungpaläolithikums sowie des Neolithikums. Siedlung der Urnenfelderzeit. | D-2-7038-0128 |      |
| Lengfeld (Standort) | Grabhügel vorgeschichtlicher Zeitstellung. | D-2-7038-0144 |      |
| Lengfeld (Standort) | Grabhügel vorgeschichtlicher Zeitstellung. | D-2-7038-0145 |      |
| Lengfeld (Standort) | Grabhügel vorgeschichtlicher Zeitstellung. | D-2-7038-0146 |      |

### Oberndorf
| Lage                 | Objekt | Akten-Nr.     | Bild |
| -------------------- | --- | ------------- | ---- |
| Oberndorf (Standort) | Burgus der späten römischen Kaiserzeit. | D-2-7037-0022 |      |
| Oberndorf (Standort) | Grabhügel der mittleren Bronzezeit. | D-2-7038-0030 |      |
| Oberndorf (Standort) | Verebnete Grabhügel der mittleren Bronzezeit. | D-2-7038-0031 |      |
| Oberndorf (Standort) | Verebnetes Grabenwerk vor- und frühgeschichtlicher Zeitstellung. | D-2-7038-0032 |      |
| Oberndorf (Standort) | Freilandstation des Mittel- und Jungpaläolithikums, Siedlung des Neolithikums. | D-2-7038-0100 |      |
| Oberndorf (Standort) | Untertägige mittelalterliche und frühneuzeitliche Befunde im Bereich der Katholischen Kirche Mariä Himmelfahrt und der Friedhofskapelle in Oberndorf, darunter die Spuren von Vorgängerbauten bzw. älteren Bauphasen. | D-2-7038-0108 |      |
| Oberndorf (Standort) | Siedlung der römischen Kaiserzeit. | D-2-7038-0112 |      |
| Oberndorf (Standort) | Station des Mittelpaläolithikums. | D-2-7038-0142 |      |

### Peising
| Lage                          | Objekt | Akten-Nr.     | Bild |
| ----------------------------- | --- | ------------- | ---- |
| Peising (Standort)            | Verebnete Grabhügel der mittleren Bronzezeit. | D-2-7038-0034 |      |
| Peising (Standort)            | Grabhügel vorgeschichtlicher Zeitstellung. | D-2-7038-0035 |      |
| Peising (Standort)            | Grabhügel vorgeschichtlicher Zeitstellung. | D-2-7038-0036 |      |
| Peising (Standort)            | Grabhügel vorgeschichtlicher Zeitstellung. | D-2-7038-0037 |      |
| Peising (Standort)            | Weitgehend verebneter Grabhügel vorgeschichtlicher Zeitstellung. | D-2-7038-0038 |      |
| Peising (Standort)            | Grabhügel vorgeschichtlicher Zeitstellung. | D-2-7038-0039 |      |
| Peising (Standort)            | Siedlung des Neolithikums. | D-2-7038-0040 |      |
| Peising (Standort)            | Siedlung des Neolithikums. | D-2-7038-0041 |      |
| Peising (Standort)            | Siedlung der Linearbandkeramik. | D-2-7038-0043 |      |
| Peising (Standort)            | Freilandstation des Mittelpaläolithikums und Mesolithikums, Siedlung des Neolithikums. | D-2-7038-0044 |      |
| Peising (Standort)            | Siedlung vor- und frühgeschichtlicher Zeitstellung. | D-2-7038-0045 |      |
| Peising (Standort)            | Siedlung vor- und frühgeschichtlicher Zeitstellung. | D-2-7038-0046 |      |
| Peising (Standort)            | Siedlung vor- und frühgeschichtlicher Zeitstellung. | D-2-7038-0047 |      |
| Peising (Standort)            | Siedlung vor- und frühgeschichtlicher Zeitstellung. | D-2-7038-0048 |      |
| Peising (Standort)            | Siedlung vor- und frühgeschichtlicher Zeitstellung. | D-2-7038-0049 |      |
| Peising (Standort)            | Siedlung vor- und frühgeschichtlicher Zeitstellung. | D-2-7038-0050 |      |
| Peising (Standort)            | Siedlung der Linear- und Stichbandkeramik/Gruppe Oberlauterbach, der Rössener Kultur, der Urnenfelder-, Hallstattzeit- und frühen Latènezeit. Villa rustica der römischen Kaiserzeit. Brandgräberfeld der Urnenfelderzeit. | D-2-7038-0051 |      |
| Peising (Standort)            | Villa rustica der römischen Kaiserzeit. | D-2-7038-0053 |      |
| Peising (Standort)            | Frühmittelalterliches Reihengräberfeld. | D-2-7038-0054 |      |
| Peising (Standort)            | Siedlung vor- und frühgeschichtlicher Zeitstellung und verebnete Grabhügel vorgeschichtlicher Zeitstellung. | D-2-7038-0055 |      |
| Peising (Standort)            | Siedlung vor- und frühgeschichtlicher Zeitstellung. | D-2-7038-0056 |      |
| Peising (Standort)            | Frühmittelalterliches Reihengräberfeld. | D-2-7038-0077 |      |
| Peising (Standort)            | Verebneter Graben vor- und frühgeschichtlicher Zeitstellung. | D-2-7038-0078 |      |
| Peising (Standort)            | Siedlung vor- und frühgeschichtlicher Zeitstellung, unter anderem Station des Alt- bzw. Mittel- bis Jungpaläolithikums sowie Siedlung des Alt- und Mittelneolithikums.                                                     | D-2-7038-0079 |      |
| Peising (Standort)            | Verebnete Grabhügel vorgeschichtlicher Zeitstellung, Siedlung vor- und frühgeschichtlicher Zeitstellung. | D-2-7038-0096 |      |
| Peising (Standort)            | Siedlung vor- und frühgeschichtlicher Zeitstellung. | D-2-7038-0097 |      |
| Peising (Standort)            | Siedlung vor- und frühgeschichtlicher Zeitstellung. | D-2-7038-0098 |      |
| Peising (Standort)            | Verebneter Burgstall des Mittelalters. | D-2-7038-0099 |      |
| Peising (Standort)            | Untertägige frühneuzeitliche Befunde im Bereich der ehemalige Einsiedelei Frauenbründl mit der Katholischen Kapelle der Schmerzhaften Mutter Gottes, darunter die Spuren von Vorgängerbauten bzw. älteren Bauphasen.       | D-2-7038-0117 |      |
| Peising (Standort)            | Untertägige mittelalterliche und frühneuzeitliche Befunde im Bereich der Katholischen Filialkirche St. Georg in Peising, darunter die Spuren von Vorgängerbauten bzw. älteren Bauphasen.                                   | D-2-7038-0118 |      |
| Peising (Standort)            | Siedlung vor- und frühgeschichtlicher Zeitstellung. | D-2-7038-0140 |      |
| Peising Bad Abbach (Standort) | Verebnetes viereckiges Grabenwerk vorgeschichtlicher Zeitstellung. | D-2-7038-0147 |      |

### Poign
| Lage             | Objekt                        | Akten-Nr.     | Bild |
| ---------------- | ----------------------------- | ------------- | ---- |
| Poign (Standort) | Spätkeltische Viereckschanze. | D-3-7038-0064 |      |

### Poikam
| Lage              | Objekt | Akten-Nr.     | Bild |
| ----------------- | --- | ------------- | ---- |
| Poikam (Standort) | Bestattungsplatz der mittleren Latènezeit. | D-2-7038-0058 |      |
| Poikam (Standort) | Siedlung des Neolithikums. | D-2-7038-0059 |      |
| Poikam (Standort) | Siedlung des Neolithikums. | D-2-7038-0062 |      |
| Poikam (Standort) | Verebnetes viereckiges Grabenwerk der Hallstattzeit, Siedlung vor- und frühgeschichtlicher Zeitstellung.                                                                                | D-2-7038-0063 |      |
| Poikam (Standort) | Verebnetes viereckiges Grabenwerk (Viereckschanze der späten Latènezeit) und verebnete Kreisgräben vor- bzw. frühgeschichtlicher Zeitstellung.                                          | D-2-7038-0064 |      |
| Poikam (Standort) | Siedlung vor- und frühgeschichtlicher Zeitstellung. | D-2-7038-0065 |      |
| Poikam (Standort) | Verebnete Grabhügel vorgeschichtlicher Zeitstellung. | D-2-7038-0066 |      |
| Poikam (Standort) | Siedlung vor- und frühgeschichtlicher Zeitstellung. | D-2-7038-0069 |      |
| Poikam (Standort) | Siedlung vor- und frühgeschichtlicher Zeitstellung. | D-2-7038-0071 |      |
| Poikam (Standort) | Siedlung vor- und frühgeschichtlicher Zeitstellung. | D-2-7038-0073 |      |
| Poikam (Standort) | Verebnetes viereckiges Grabenwerk vor- und frühgeschichtlicher Zeitstellung. | D-2-7038-0074 |      |
| Poikam (Standort) | Verebnete Grabhügel vorgeschichtlicher Zeitstellung. | D-2-7038-0106 |      |
| Poikam (Standort) | Untertägige mittelalterliche und frühneuzeitliche Befunde im Bereich der Katholischen Pfarrkirche St. Martin in Poikam, darunter die Spuren von Vorgängerbauten bzw. älteren Bauphasen. | D-2-7038-0113 |      |

### Saalhaupt
| Lage                 | Objekt | Akten-Nr.     | Bild |
| -------------------- | --- | ------------- | ---- |
| Saalhaupt (Standort) | Grabhügel der mittleren Bronzezeit. | D-2-7038-0033 |      |
| Saalhaupt (Standort) | Villa rustica der römischen Kaiserzeit. Siedlung vorgeschichtlicher und neolithischer Zeitstellung, unter anderem der Gruppe Oberlauterbach und der Münchshöfener Gruppe.                     | D-2-7138-0035 |      |
| Saalhaupt (Standort) | Siedlung der Linearbandkeramik. | D-2-7138-0036 |      |
| Saalhaupt (Standort) | Siedlung des Neolithikums. | D-2-7138-0037 |      |
| Saalhaupt (Standort) | Siedlung der Linearbandkeramik und der Gruppe Oberlauterbach. | D-2-7138-0038 |      |
| Saalhaupt (Standort) | Weitgehend verebnete Grabhügel vorgeschichtlicher Zeitstellung. | D-2-7138-0039 |      |
| Saalhaupt (Standort) | Siedlung vor- und frühgeschichtlicher Zeitstellung. | D-2-7138-0040 |      |
| Saalhaupt (Standort) | Siedlung vor- und frühgeschichtlicher Zeitstellung. | D-2-7138-0043 |      |
| Saalhaupt (Standort) | Siedlung vor- und frühgeschichtlicher Zeitstellung. | D-2-7138-0044 |      |
| Saalhaupt (Standort) | Siedlung des Mittelneolithikums (Gruppe Oberlauterbach und Gruppe Großgartach). | D-2-7138-0165 |      |
| Saalhaupt (Standort) | Untertägige mittelalterliche und frühneuzeitliche Befunde im Bereich der Katholischen Kirche St. Peter und Paul in Saalhaupt, darunter die Spuren von Vorgängerbauten bzw. älteren Bauphasen. | D-2-7138-0192 |      |